# Campestre do Maranhão
Campestre do Maranhão är en kommun i Brasilien.   Den ligger i delstaten Maranhão, i den centrala delen av landet, 1 100 km norr om huvudstaden Brasília. Antalet invånare är 13 369.
Omgivningarna runt Campestre do Maranhão är huvudsakligen savann. Runt Campestre do Maranhão är det glesbefolkat, med 12 invånare per kvadratkilometer.